# Yamaha XTZ 660 Ténéré
Die XTZ 660 Ténéré ist ein Motorradmodell des japanischen Motorradherstellers Yamaha, das zwischen 1991 und 1999 als Reiseenduro gefertigt wurde. Die Verkaufsbezeichnung Ténéré bezieht sich auf die gleichnamige Wüste im Niger, durch die mehrfach eine anspruchsvolle Etappe der Rallye Dakar führte.

## Modellgeschichte
Anfang 1991 erschien die XTZ 660 als Nachfolger der Yamaha XT 600 Z Ténéré. Der wassergekühlte 5-Ventil-Einzylindermotor mit 659 cm³ Hubraum und 35 kW (48 PS) war technisch auf der Höhe der Zeit und galt als zuverlässig. Der Rahmen wurde neu konzipiert, der Öltank wie beim Ténéré-Vorläufer Yamaha XT 500 im Rahmen integriert. Der Motor wurde tragendes Element in der Rahmenkonstruktion. Das Tankvolumen betrug 20 l, die Federwege vorne 220 mm und hinten 200 mm. Mit nunmehr 195 kg Gewicht war die neue Ténéré für harte Geländeeinsätze endgültig zu schwer und wurde zur Reisemaschine. Diese Version fand in Deutschland 2976 Käufer.
1994 erhielt die XTZ 660 einen Doppelscheinwerfer, Verkleidungs- und Armaturenteile wurden von der Yamaha XTZ 750 Super Ténéré übernommen. Neue Emissionsgrenzwerte führten zu einem leichten Leistungsrückgang auf 34 kW (46 PS). Von dieser Variante wurden rund 1400 Exemplare verkauft. Nachdem 1996 die XTZ 750 Super Ténéré aus dem Lieferprogramm gestrichen wurde, war die XTZ 660 Ténéré die hubraumstärkste Reiseenduro von Yamaha, mit dem Auslauf der DR BIG Modelle von Suzuki sogar die hubraumstärkste japanische Enduro auf dem Markt.
Der Motor wurde auch in der Yamaha SZR 660 sowie in zwei verschiedenen Modellen von MZ verwendet; der MZ Baghira und der MZ Skorpion. Im Rahmen des MZ-Cups findet er seit 1997 ausschließliche Verwendung im ältesten in Deutschland aktiv ausgetragene Motorradmarken und -typenpokal.

## Testberichte/Kritiken
Ein Testbericht der Zeitschrift MOTORRAD von 1991 urteilte:

„Mit kräftigem Schub treibt der neue Single die Yamaha voran. Nicht von Pappe, was der wassergekühlte Fünfventiler leistet. […] Ab 2000 Touren dreht der Eintopf fröhlich hoch, ohne nennenswerte Vibrationen zu zeigen. Bis über 6000 Touren – der rote Bereich beginnt bei 7000/min – steigt die Leistung stetig ohne spürbaren Knick an. […] Mit deutlichem Kraftaufwand wollen die Gänge eingelegt werden; je höher die Schaltdrehzahl, um so leichter flutscht es. Der Leerlauf versteckt sich manchmal so geschickt zwischen erstem und zweitem Gang, daß er zumindest mit groben Cross-Stiefeln unauffindbar ist. Andererseits macht es der Schaltbox nichts aus, wenn die Kupplung zum Gangwechsel nicht gezogen wird. […] Die Yamaha XTZ tut sich in leichtem Gelände nicht schwer, die Federwege reichen aus, der Motorschutz aus Leichtmetall ist zweckmäßig. […] Spaßmacher: Die XTZ ist leichtfüßig und kraftvoll. Ein gelungener Kompromiss zwischen Straße und Gelände.“